# Sinner (пісня Drowning Pool)
Sinner — це третій сингл американського хеві-метал-гурту Drowning Pool із їхнього дебютного альбому Sinner. Пісня прослужила як перший трек до згаданого альбому 2002 року, а також як останній сингл з нього. Із її жвавими, легко запам'ятовуваними гітарними рифами, пісня була вельми успішною на радіо та є однією з найбільш впізнаваних пісень гурту. І хоча вона й не стала настільки визначним хітом, як «Bodies», «Sinner» — це все-таки успішний сингл, який також чудово підходить для виконання на концертах гурту.
Стосовно значення пісні, вокаліст Дейв Вільямс дав таке пояснення:

| «Кожна релігія має свій список … католики можуть випивати, і це вважається нормальним, проте баптисти кажуть, що якщо ви п'єте — то потрапите до Пекла. Кожен має такий список тих речей, які можуть не дозволити йому потрапити на Небеса, але кожен порушив хоча б одне з тих правил, незалежно від того, до якої релігії він належить … словом, я просто хочу сказати, що всі ми — грішники.» Оригінальний текст (англ.) «Every religion has a list … Catholics can drink and that's OK, but the Baptists say if you drink you're going to Hell. Everybody's got that list of what is going to keep you from getting into Heaven, but everybody's broken at least one of those rules, no matter what religion you are … basically, I'm just saying we're all sinners.» |
Трек був використаний як музична тема для фільму Протистояння із Джетом Лі у головній ролі.
Композиція була також музичною темою реслінг-боїв WWE Vengeance 2001.

## Відеокліп
Музичний відеокліп на пісню «Sinner» був знятий у жовтні 2001 року. Режисером кліпу був Ґреґорі Дарк, відомий своїми працями із позначкою «тільки для дорослих». Зйомки відбувалися всередині та на подвір'ї покинутого Лос-Анджелеського мотелю під назвою Pink Lady, а ідея кліпу була інспірована фільмом Девіда Фінчера — «Сім». У сюжеті кліпу гурт виконує свою пісню, знаходячись у порожньому басейні, під сильною зливою. У відео також з'являються доміна із пітбулями, жінка, яка лежить у солярії, аж доки її шкіра не вкривається зморшками, а також огрядний чоловік, який сидить у м'якому кріслі перед телевізором. Чоловік весь час жадібно поглинає їжу, аж доки врешті його живіт вибухає, а його нутрощі розлітаються по всій кімнаті.
Стосовно зйомок відеокліпу Дейв Вільямс сказав:

| «Вони пускали на нас дощ цілих чотири години, і це було таки холодно, чувак. Ми мусили грати в багнюці. І ми не спали близько двох діб, оскільки зйомки проходили із шостої вечора до восьмої ранку. Ми всі похворіли, але це було круто.» (…) «Там є сцени із доміною та пітбулями, із товстими чуваками, які вибухають, та кралею, яка пролежала у солярії надто довго, і її шкіра вкрилася зморшками. Після того, як ми завершили зйомки, єдине що після нас залишилося — це проститутки, які входили й виходили з мотелю.»[3] Оригінальний текст (англ.) «They rained on us for four hours straight and it was cold, man. We had to play in the mud. And we didn't sleep for, like, two days because we shot the thing from six at night until eight in the morning. We all got sick, but it was cool.» (…) «There are these scenes with a dominatrix and pit bulls and there are these fat guys exploding and a chick that's been laying in a tanning bed for too long and her skin turns to leather. When we were done shooting, the only things left standing were the prostitutes coming in and out of the motel.» |

## Список треків
| #  | Назва    | Тривалість |
| -- | -------- | ---------- |
| 1. | «Sinner» | 2:27       |